# Rudtjärnarna (Älvsby socken, Norrbotten, 729693-171364)
Rudtjärnarna är en sjö i Älvsbyns kommun i Norrbotten och ingår i Piteälvens huvudavrinningsområde. Sjön har en area på 0,0534 kvadratkilometer och ligger 137,3 meter över havet.

## Delavrinningsområde
Rudtjärnarna ingår i det delavrinningsområde (729866-171232) som SMHI kallar för Mynnar i Vistbäcken. Medelhöjden är 203 meter över havet och ytan är 18,72 kvadratkilometer. Det finns inga avrinningsområden uppströms utan avrinningsområdet är högsta punkten. Vattendraget som avvattnar avrinningsområdet har biflödesordning 4, vilket innebär att vattnet flödar genom totalt 4 vattendrag innan det når havet efter 93 kilometer. Avrinningsområdet består mestadels av skog (84 procent). Avrinningsområdet har 0,09 kvadratkilometer vattenytor vilket ger det en sjöprocent på 0,5 procent.